# Municipio de San Bartolo Tutotepec
El municipio de San Bartolo Tutotepec es uno de los ochenta y cuatro municipios que conforman el estado de Hidalgo, México. La cabecera municipal y localidad más poblada es San Bartolo Tutotepec.
El municipio se localiza al oriente del territorio hidalguense entre los paralelos 20° 19′ y 20° 37′ de latitud norte; los meridianos 98° 2′ y 98° 21′ de longitud oeste; con una altitud entre 300 y 2600 m s. n. m. Este municipio cuenta con una superficie de 359.41 km², y representa el 1.73 % de la superficie del estado; dentro de la región geográfica denominada como sierra de Tenango.
Colinda al norte con el estado de Veracruz de Ignacio de la Llave y el municipio de Huehuetla; al este con el municipio de Huehuetla; al sur con los municipios de Huehuetla, Tenango de Doria y Metepec; al oeste con el municipio de Agua Blanca de Iturbide y el estado de Veracruz de Ignacio de la Llave.

## Toponimia
El nombre Tutotepec proviene del náhuatl Tetotl ‘pájaro’ y tepetl ‘cerro’; por lo que su significado quedaría: ‘cerro de los pájaros o cerro de las aves’. Fue nombrado San Bartolo en honor a Bartolo Avogadro, santo de la Iglesia católica.

## Geografía

### Relieve e hidrográfica
En cuanto a fisiografía se encuentra dentro de la provincia Sierra Madre Oriental; dentro de la subprovincia Carso Huasteco. Su territorio es sierra (99.0%) y meseta (1.0%).
En cuanto a su geología corresponde al periodo cretácico (54.74%), jurásico (30.0%), neógeno (11.0%) y triásico (4.0%). Con rocas tipo ígnea extrusiva: toba ácida (6.0%) y basalto (5.0%); sedimentaria: caliza (36.0%), caliza-lutita (33.74%), lutita-arenisca (15.0%) y arenisca–conglomerado (4.0%). En cuanto a edafología el suelo dominante es regosol (42.74%), umbrisol (30.0%) luvisol (15.0%), leptosol (12.0%).
En lo que respecta a la hidrología se encuentra posicionado en la región hidrológica Tuxpan–Nautla; en las cuencas del río Tuxpan; dentro de las subcuenca del río Vinazco (58.0%) y río Pantepec (42.0%). Los ríos que cruzan el municipio son: Beltrán, Borbollón, río Xuchitlán, Pactepec y Tenango.

### Clima
El territorio municipal se encuentran los siguientes climas con su respectivo porcentaje: Semicálido húmedo con lluvias todo el año (60.0%), templado húmedo con lluvias todo el año (32.0%), templado húmedo con abundantes lluvias en verano (7.0%) y semifrío húmedo con abundantes lluvias en verano (1.0%). Con una temperatura media anual de 19 °C, una precipitación pluvial de 2,600 milímetros por año y el período de lluvias es de junio a octubre.

### Ecología
La flora en el municipio se compone de eucalipto, pino, encino, ocote manzanilla, encino negro, uña de gato, oyamel, cedro rojo, además de especies no maderables como: Hongos, palma camedor, musgo, también podemos encontrar árboles de manzana, durazno, capulín, pera y una gran variedad de plantas medicinales usadas en remedios caseros. La fauna se comprende animales como,  venado, jabalí, tigrillo, gato montés, liebre, conejo, topo, tlacuache, armadillo, comadreja, codorniz, halcón, ardilla y una gran variedad de reptiles, aves cantoras, arácnidos, etc.

## Demografía

### Población
De acuerdo a los resultados que presentó el Censo Población y Vivienda 2020 del INEGI, el municipio cuenta con un total de 17 699 habitantes, siendo 8737 hombres y 8962 mujeres. Tiene una densidad de 49.2 hab/km², la mitad de la población tiene 28 años o menos, existen 97 hombres por cada 100 mujeres.
El porcentaje de población que habla lengua indígena es de 29.74 %, se habla principalmente Otomí de la Sierra, Otomí del Valle del Mezquital y en menor medida tepehua. El porcentaje de población que se considera afromexicana o afrodescendiente es de 0.32 %.
Tiene una Tasa de alfabetización de 98.0 % en la población de 15 a 24 años, de 65.4 % en la población de 25 años y más. El porcentaje de población según nivel de escolaridad, es de 24.6 % sin escolaridad, el 52.2 % con educación básica, el 14.4 % con educación media superior, el 8.8 % con educación superior, y 0.0 % no especificado.
El porcentaje de población afiliada a servicios de salud es de 89.5 %. El 1.7 % se encuentra afiliada al IMSS, el 85.1 % al INSABI, el 5.1 % al ISSSTE, 8.3 % IMSS Bienestar, 0.1 % a las dependencias de salud de PEMEX, Defensa o Marina, 0.0 % a una institución privada, y el 0.1 % a otra institución. El porcentaje de población con alguna discapacidad es de 7.1 %. El porcentaje de población según situación conyugal, el 27.7 % se encuentra casada, el 31.7 % soltera, el 27.8 % en unión libre, el 5.2 % separada, el 0.5 % divorciada, el 7.1 % viuda.
Para 2020, el total de viviendas particulares habitadas es de 5001 viviendas, representa el 0.6 % del total estatal. Con un promedio de ocupantes por vivienda 3.2 personas. Predominan las viviendas con tabique y block. En el municipio para el año 2020, el servicio de energía eléctrica abarca una cobertura del 94.6 %; el servicio de agua entubada un 30.9 %; el servicio de drenaje cubre un 82.9 %; y el servicio sanitario un 93.9 %.

### Localidades
Para el año 2020, de acuerdo al Catálogo de Localidades, el municipio cuenta con 122 localidades.
| Código INEGI | Localidad                     | Población (2020) | Porcentaje (%) | Ámbito Población | Categoría Población |
| ------------ | ----------------------------- | ---------------- | -------------- | ---------------- | ------------------- |
| 130530001    | San Bartolo Tutotepec         | 2764             | 15.62          | Urbano           | Cabecera municipal  |
| 130530067    | San Andrés                    | 1015             | 5.73           | Rural            | Comunidad           |
| 130530064    | Valle Verde                   | 901              | 5.09           | Rural            | Comunidad           |
| 130530126    | Colonia Industrial            | 788              | 4.45           | Rural            | Comunidad           |
| 130530074    | Santiago                      | 605              | 3.42           | Rural            | Comunidad           |
| 130530091    | Xuchitlán                     | 417              | 2.36           | Rural            | Ranchería           |
| 130530068    | San Jerónimo                  | 402              | 2.27           | Rural            | Ranchería           |
| 130530056    | Pie del Cerro                 | 388              | 2.19           | Rural            | Ranchería           |
| 130530113    | La Joya                       | 380              | 2.15           | Rural            | Ranchería           |
| 130530009    | Calintla                      | 374              | 2.11           | Rural            | Ranchería           |
| 130530037    | El Mavodo                     | 369              | 2.08           | Rural            | Ranchería           |
| 130530070    | San Mateo                     | 336              | 1.90           | Rural            | Ranchería           |
| 130530071    | San Miguel                    | 325              | 1.84           | Rural            | Ranchería           |
| 130530012    | El Canjoy                     | 318              | 1.80           | Rural            | Ranchería           |
| 130530022    | La Cumbre de Muridores        | 315              | 1.78           | Rural            | Ranchería           |
| 130530008    | Buena Vista                   | 275              | 1.55           | Rural            | Ranchería           |
| 130530085    | El Veinte                     | 263              | 1.49           | Rural            | Ranchería           |
| 130530018    | El Copal                      | 256              | 1.45           | Rural            | Ranchería           |
| 130530162    | Los Manantiales               | 246              | 1.39           | Rural            | Ranchería           |
| 130530069    | San Juan de las Flores        | 244              | 1.38           | Rural            | Ranchería           |
| 130530072    | San Sebastián                 | 217              | 1.23           | Rural            | Ranchería           |
| 130530052    | Palo Gordo                    | 215              | 1.21           | Rural            | Ranchería           |
| 130530058    | Piedra Ancha                  | 209              | 1.18           | Rural            | Ranchería           |
| 130530090    | La Vereda                     | 204              | 1.15           | Rural            | Ranchería           |
| 130530017    | Cerro Verde                   | 186              | 1.05           | Rural            | Ranchería           |
| 130530128    | Cerro Negro                   | 168              | 0.95           | Rural            | Ranchería           |
| 130530148    | Rancho Nuevo                  | 168              | 0.95           | Rural            | Ranchería           |
| 130530141    | Tutotepec                     | 164              | 0.93           | Rural            | Ranchería           |
| 130530015    | Cerro Macho                   | 162              | 0.92           | Rural            | Ranchería           |
| 130530054    | El Pedregal                   | 154              | 0.87           | Rural            | Ranchería           |
| 130530027    | La Huahua                     | 144              | 0.81           | Rural            | Ranchería           |
| 130530136    | El Nandho                     | 141              | 0.80           | Rural            | Ranchería           |
| 130530144    | La Cumbre de la Campana       | 139              | 0.79           | Rural            | Ranchería           |
| 130530129    | El Denxe                      | 137              | 0.77           | Rural            | Ranchería           |
| 130530023    | Chicamole                     | 130              | 0.73           | Rural            | Ranchería           |
| 130530028    | Huasquilla                    | 128              | 0.72           | Rural            | Ranchería           |
| 130530065    | Río Chiquito                  | 127              | 0.72           | Rural            | Ranchería           |
| 130530049    | El Nenjo                      | 126              | 0.71           | Rural            | Ranchería           |
| 130530086    | La Venta                      | 125              | 0.71           | Rural            | Ranchería           |
| 130530105    | Pueblo Nuevo                  | 119              | 0.67           | Rural            | Ranchería           |
| 130530171    | Media Cuesta                  | 114              | 0.64           | Rural            | Ranchería           |
| 130530079    | Tenantitlán                   | 114              | 0.64           | Rural            | Ranchería           |
| 130530111    | El Xúchitl                    | 112              | 0.63           | Rural            | Ranchería           |
| 130530030    | El Jovión                     | 99               | 0.56           | Rural            | Ranchería           |
| 130530109    | La Segunda Ranchería          | 98               | 0.55           | Rural            | Ranchería           |
| 130530092    | El Zenthe                     | 93               | 0.53           | Rural            | Ranchería           |
| 130530156    | Las Juntas                    | 92               | 0.52           | Rural            | Ranchería           |
| 130530043    | El Mundhó                     | 87               | 0.49           | Rural            | Ranchería           |
| 130530169    | San Gabriel                   | 86               | 0.49           | Rural            | Ranchería           |
| 130530004    | Agua Grande                   | 85               | 0.48           | Rural            | Ranchería           |
| 130530147    | El Piñal                      | 84               | 0.47           | Rural            | Ranchería           |
| 130530130    | Diez Cerros                   | 83               | 0.47           | Rural            | Ranchería           |
| 130530024    | El Dónimo                     | 81               | 0.46           | Rural            | Ranchería           |
| 130530029    | El Jicote                     | 79               | 0.45           | Rural            | Ranchería           |
| 130530095    | El Fresno                     | 74               | 0.42           | Rural            | Ranchería           |
| 130530081    | Tierra Fuerte                 | 72               | 0.41           | Rural            | Ranchería           |
| 130530131    | El Hongo                      | 70               | 0.40           | Rural            | Ranchería           |
| 130530166    | La Mesa                       | 70               | 0.40           | Rural            | Ranchería           |
| 130530038    | Medio Monte                   | 68               | 0.38           | Rural            | Ranchería           |
| 130530035    | Llano Grande                  | 67               | 0.38           | Rural            | Ranchería           |
| 130530061    | El Popotillo Grande           | 66               | 0.37           | Rural            | Ranchería           |
| 130530036    | El Mahuaquite                 | 64               | 0.36           | Rural            | Ranchería           |
| 130530014    | Cerro de Buena Vista          | 63               | 0.36           | Rural            | Ranchería           |
| 130530011    | El Candeje                    | 62               | 0.35           | Rural            | Ranchería           |
| 130530025    | El Encinal                    | 62               | 0.35           | Rural            | Ranchería           |
| 130530115    | La Sabana                     | 62               | 0.35           | Rural            | Ranchería           |
| 130530005    | Agua Hedionda                 | 61               | 0.34           | Rural            | Ranchería           |
| 130530112    | El Seis                       | 60               | 0.34           | Rural            | Ranchería           |
| 130530046    | El Nanjo                      | 58               | 0.33           | Rural            | Ranchería           |
| 130530073    | Santa Cruz                    | 55               | 0.31           | Rural            | Ranchería           |
| 130530063    | El Progreso                   | 54               | 0.31           | Rural            | Ranchería           |
| 130530066    | Juntas del Río                | 51               | 0.29           | Rural            | Ranchería           |
| 130530084    | El Cojolite                   | 50               | 0.28           | Rural            | Ranchería           |
| 130530133    | El Lindero Chico              | 49               | 0.28           | Rural            | Ranchería           |
| 130530020    | Cueva Ahumada                 | 48               | 0.27           | Rural            | Ranchería           |
| 130530007    | El Banco                      | 48               | 0.27           | Rural            | Ranchería           |
| 130530021    | La Cueva                      | 46               | 0.26           | Rural            | Ranchería           |
| 130530034    | Loma Larga                    | 46               | 0.26           | Rural            | Ranchería           |
| 130530172    | Barrio de las Maravillas      | 45               | 0.25           | Rural            | Ranchería           |
| 130530053    | El Paraíso de Tierra Fuerte   | 45               | 0.25           | Rural            | Ranchería           |
| 130530149    | La Ventilla                   | 44               | 0.25           | Rural            | Ranchería           |
| 130530159    | La Loma de Cerro Verde        | 38               | 0.21           | Rural            | Ranchería           |
| 130530039    | Milpa Larga                   | 37               | 0.21           | Rural            | Ranchería           |
| 130530026    | El Hongo                      | 34               | 0.19           | Rural            | Ranchería           |
| 130530099    | La Flor de Santiago (La Flor) | 33               | 0.19           | Rural            | Ranchería           |
| 130530160    | San Isidro                    | 33               | 0.19           | Rural            | Ranchería           |
| 130530003    | Agua Escondida                | 31               | 0.18           | Rural            | Ranchería           |
| 130530139    | San Antonio                   | 29               | 0.16           | Rural            | Ranchería           |
| 130530102    | El Oratorio                   | 26               | 0.15           | Rural            | Ranchería           |
| 130530048    | El Naranjal                   | 25               | 0.14           | Rural            | Ranchería           |
| 130530134    | La Loma de San Andrés         | 25               | 0.14           | Rural            | Ranchería           |
| 130530083    | Rincón de Cerro Macho         | 25               | 0.14           | Rural            | Ranchería           |
| 130530114    | Piedra Larga                  | 24               | 0.14           | Rural            | Ranchería           |
| 130530170    | El Mirador                    | 22               | 0.12           | Rural            | Ranchería           |
| 130530093    | El Zopilote                   | 22               | 0.12           | Rural            | Ranchería           |
| 130530103    | Piedra Blanca                 | 21               | 0.12           | Rural            | Ranchería           |
| 130530158    | El Lindero de San Mateo       | 20               | 0.11           | Rural            | Ranchería           |
| 130530016    | Cerro Pelón                   | 18               | 0.10           | Rural            | Ranchería           |
| 130530106    | El Rincón                     | 18               | 0.10           | Rural            | Ranchería           |
| 130530010    | La Campana                    | 18               | 0.10           | Rural            | Ranchería           |
| 130530013    | La Cerca                      | 17               | 0.10           | Rural            | Ranchería           |
| 130530165    | El Popotillo Chico            | 15               | 0.08           | Rural            | Ranchería           |
| 130530140    | El Templado                   | 13               | 0.07           | Rural            | Ranchería           |
| 130530050    | El Ñundo                      | 12               | 0.07           | Rural            | Ranchería           |
| 130530173    | Los Reyes                     | 12               | 0.07           | Rural            | Ranchería           |
| 130530057    | Pie del Cerro                 | 12               | 0.07           | Rural            | Ranchería           |
| 130530080    | Tierra Amarilla               | 11               | 0.06           | Rural            | Ranchería           |
| 130530153    | Camarones                     | 10               | 0.06           | Rural            | Ranchería           |
| 130530019    | El Coyul                      | 10               | 0.06           | Rural            | Ranchería           |
| 130530006    | Los Álamos                    | 10               | 0.06           | Rural            | Ranchería           |
| 130530041    | Monte Grande                  | 10               | 0.06           | Rural            | Ranchería           |
| 130530167    | Barrio del Canjoy             | 9                | 0.05           | Rural            | Ranchería           |
| 130530145    | La Pagua                      | 9                | 0.05           | Rural            | Ranchería           |
| 130530100    | Llano Seco                    | 9                | 0.05           | Rural            | Ranchería           |
| 130530150    | El Caliche                    | 7                | 0.04           | Rural            | Ranchería           |
| 130530122    | La Barranca (El Infiernillo)  | 6                | 0.03           | Rural            | Ranchería           |
| 130530075    | Santiaguito                   | 5                | 0.03           | Rural            | Ranchería           |
| 130530094    | Arroyo Seco                   | 3                | 0.02           | Rural            | Ranchería           |
| 130530110    | El Tomate                     | 3                | 0.02           | Rural            | Ranchería           |
| 130530154    | La Florida (La Canoa)         | 2                | 0.01           | Rural            | Ranchería           |
| 130530168    | Piedras Negras                | 2                | 0.01           | Rural            | Ranchería           |
| 130530138    | Poza Larga                    | 2                | 0.01           | Rural            | Ranchería           |

## Política
Se erigió como municipio el 15 de febrero de 1826. El Ayuntamiento está compuesto por: un presidente municipal, un síndico, ocho regidores y, ochenta y cuatro delegados municipales. De acuerdo al Instituto Nacional electoral (INE) el municipio está integrado por diecisiete secciones electorales, de la 1026 a la 1042. Para la elección de diputados federales a la Cámara de Diputados de México y diputados locales al Congreso de Hidalgo, se encuentra integrado al distrito electoral federal 4 de Hidalgo y al distrito electoral local 9 de Hidalgo. A nivel estatal administrativo pertenece a la Macrorregión II y a la Microrregión XXI, además de a la Región Operativa IV Tenango.

### Cronología de presidentes municipales
| Periodo                  | Nombre                                        | Afiliación política        |
| ------------------------ | --------------------------------------------- | -------------------------- |
| 1946–1948                | Eduardo Trejo                                 | -                          |
| 1949-1951                | Teófilo Gimate Parra                          | -                          |
| 1952–1954                | Fernando Ponce Islas                          | -                          |
| 1955-1956                | Manuel Ramírez Trejo                          | -                          |
| 1956                     | Marcelino Cuvas S                             | -                          |
| 1957                     | Manuel Ramírez Trejo                          | -                          |
| 1958-1960                | Edmundo Islas San Sanjuan                     | -                          |
| 1961-1964                | Enrique García Bengoa                         | -                          |
| 1964-1967                | Marcelino Cubas Solís                         | -                          |
| 1967-1970                | Raúl Neri San Agustín                         | -                          |
| 1970-1973                | Augusto Parra Bengoa                          | -                          |
| 1973-1976                | Carlos González Tenorio                       | -                          |
| 1976-1979                | Marcelino Cuvas Solís Manuel Ramírez Martínez | -                          |
| 1979                     | Jaime H. Pazos Lanzagorta                     | -                          |
| 1979-1982                | Eustaquio Montés Ávila                        | -                          |
| 1982-1985                | Oscar Parra Pérez                             | -                          |
| 1985-1988                | Teófilo Jimate Parra                          | -                          |
| 1988-1991                | Sergio Humberto Islas Sanjuan                 | -                          |
| 1991-1994                | Jaciel Neri González                          | -                          |
| 16/01/1994 al 15/01/1997 | Francisco Uriel Islas Trejo                   | PRI                        |
| 16/01/1997 al 1998       | Salvador Cruz Ortiz                           | PRI                        |
| 1998 al 15/01/2000       | Salvador Monroy Canales                       | PRI                        |
| 16/01/2000 al 15/01/2003 | Dagoberto de Jesús Islas Trejo                | PRI                        |
| 16/01/2003 al 15/01/2006 | Emilse Miranda Munive                         | PRI                        |
| 16/01/2006 al 15/01/2009 | Doroteo García Tolentino                      | PRD                        |
| 16/01/2009 al 15/01/2012 | Ismael Vázquez Cabañas                        | PRD                        |
| 16/01/2012 al 04/09/2016 | Sergio García Monter                          | PRD                        |
| 05/09/2016 al 04/09/2020 | Francisco Uriel Islas Trejo                   | Un Hidalgo con Rumbo       |
| 05/09/2020 al 14/12/2020 | Miguel Ángel San Agustín Tolentino            | Concejo municipal Interino |
| 15/12/2020 al 04/09/2024 | Santos Cabrera Hernández                      | PRD                        |
| 05/09/2024 al 04/09/2027 | Ubaldo González Vargas                        | Morena                     |

## Economía
En 2015 el municipio presenta un IDH de 0.602 Bajo, por lo que ocupa el lugar 82.º a nivel estatal; y en 2005 presentó un PIB de $548,023,330.00 pesos mexicanos, y un PIB per cápita de $30,724.00 (precios corrientes de 2005).
De acuerdo con el Consejo Nacional de Evaluación de la Política de Desarrollo Social (Coneval), el municipio registra un Índice de Marginación Alto. El 39.0% de la población se encuentra en pobreza moderada y 37.8% se encuentra en pobreza extrema. En 2015, el municipio ocupó el lugar 81 de 84 municipios en la escala estatal de rezago social.
A datos de 2015, en materia de agricultura los principales cultivos que se cosechan en el municipio son: el maíz con una superficie sembrada de 3530 hectáreas y el frijol con 366 ha. El cultivo de café, tiene una gran importancia debido a las ganancias que generan contando con una superficie sembrada de 2730 hectáreas. En ganadería se cría ganado bovino de carne y leche el cual cuenta con un volumen de producción bovina de 1592 toneladas en pie, porcino con 113 toneladas y ovino con 8 toneladas. En la avicultura, se realiza la cría de aves de postura y engorda, la cual cuenta con un volumen de producción de 35 toneladas en pie de aves y con 11 toneladas de pavos.
Para 2015 las unidades económicas, generaban empleos para 2898 personas.  En lo que respecta al comercio, se cuenta con dos tianguis, diez tiendas Diconsa y cinco tiendas Liconsa. De acuerdo con cifras al año 2015 presentadas en los censos económicos del INEGI, la Población Económicamente Activa (PEA) del municipio asciende a 5162 personas de las cuales 4871 se encuentran ocupadas y 291 se encuentran desocupadas. El 47.36% pertenece al sector primario, el 12.81% pertenece al sector secundario, el 37.87% pertenece al sector terciario y 1.96% no especificaron.